# Ruisseau du Loup-Cervier
Ruisseau du Loup-Cervier är ett vattendrag i Kanada.   Det ligger i provinsen Québec, i den östra delen av landet, 500 km nordost om huvudstaden Ottawa.
I omgivningarna runt Ruisseau du Loup-Cervier växer i huvudsak blandskog. Trakten runt Ruisseau du Loup-Cervier är nära nog obefolkad, med mindre än två invånare per kvadratkilometer.